# Ciclo transcritico
Un ciclo transcritico è un ciclo termodinamico chiuso dove il fluido di lavoro attraversa sia la fase liquida che quella supercritica e gassosa. In particolare, per cicli di potenza, il fluido di lavoro è tenuto in condizioni liquide nella fase di compressione e vapore supercritico durante l'espansione.  Il ciclo ultrasupercritico rappresenta l'applicazione più comune di ciclo transcritico per applicazioni di larga scala, dove l'acqua è usata come fluido di lavoro.  Altre applicazioni di cicli di potenza transcritici sono rappresentate dagli Organic Rankine Cycle, particolarmente adatti a fonti di calore a bassa entalpia, come geotermico, recupero termico o biomasse e termovalorizzazione di rifiuti.
Rispetto ai rispettivi cicli subcritici, i cicli transcritici possono sfruttare maggiori rapporti di compressione e conseguentemente efficienze di ciclo più alte per la maggior parte dei fluidi di lavoro e lavori specifici maggiori. Rispetto ai cicli supercritici, invece, un ramo di pressione si trova sotto la pressione critica (condensando) e l'altro si trova a pressioni maggiori di quella critica.
Nel campo della refrigerazione, l'anidride carbonica è considerata come fluido molto promettente a causa della posizione del suo punto critico.

## Condizioni transcritiche del fluido di lavoro

Diagramma di fase di un fluido generico

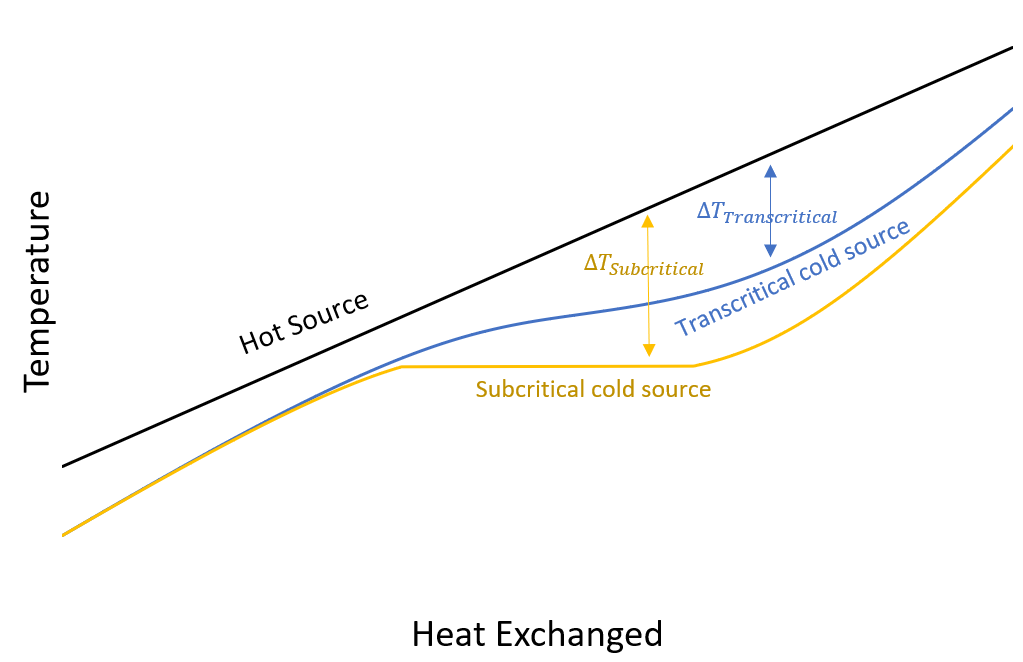
Diagramma TQ del processo di introduzione di calore nel ciclo da una fonte calda: riscaldamento di un fluido in condizioni subcritiche (giallo) e transcritiche (blu)

Nei cicli transcritici, la pressione del fluido all'uscita della pompa è più alta di quella critica, mentre all'ingresso della pompa si è vicini al punto di liquido saturo.
Durante il riscaldamento isobaro, il fluido va oltre la temperatura critica, passando dalla fase liquida a supercritica senza attraversare un processo di evaporazione, una differenza significativa tra cicli subcritici e transcritici. Come conseguenza, la massima temperatura ottenibile può essere maggiore, e il processo di introduzione del calore nel ciclo è più efficiente dal punto di vista exergetico.

## Caratteristiche dei cicli di potenza transcritici

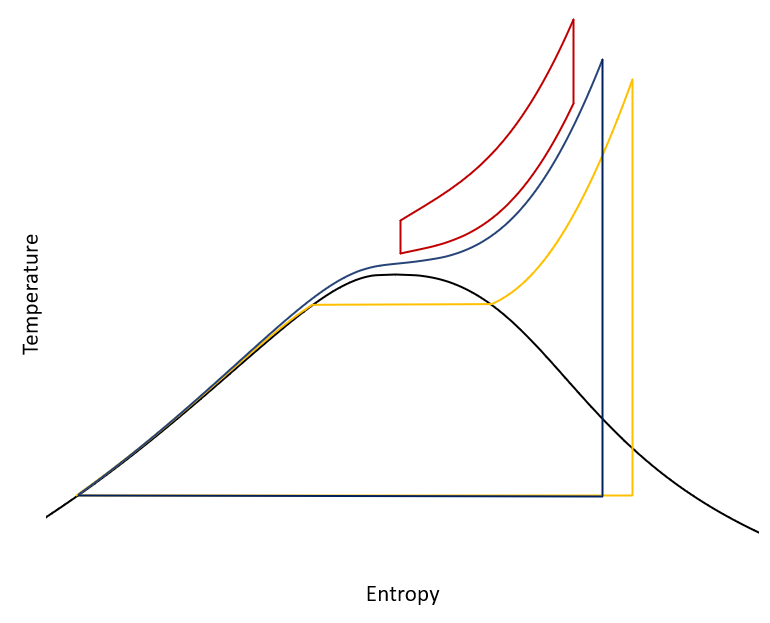
Diagramma Ts di un ciclo di potenza subcritico (giallo), transcritico (blu) o supercritico (rosso) che lavorano con lo stesso fluido

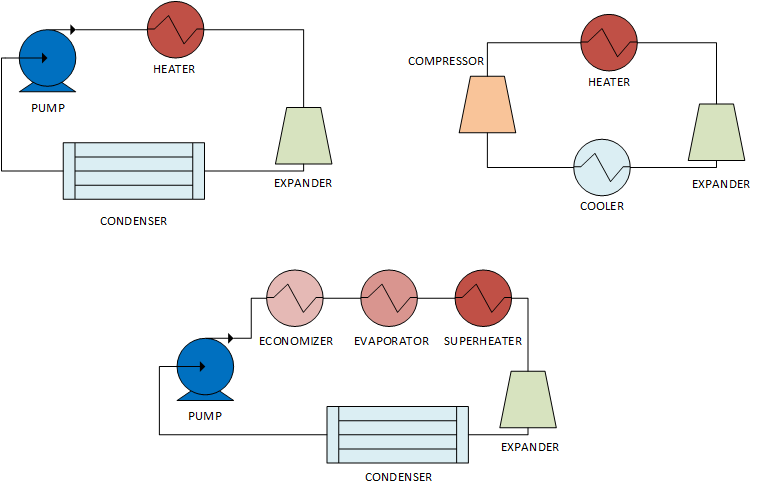
Schemi di impianto di ciclo transcritico (in alto a sinistra), cicli supercritico (in alto a destra) e ciclo subcritico (in basso)

Come in ogni ciclo di potenza, l'efficienza termica è il parametro più significativo per caratterizzare il processo, calcolata come:
{\displaystyle \eta _{ciclo}={\frac {W_{ciclo}}{Q_{in}}}}
dove {\displaystyle Q_{in}} è l'input termico, dato o da combustione  di un combustibile o da scambio termico con una sorgente calda, e  {\displaystyle W_{Cycle}} è la potenza prodotta dal ciclo.
Le tipiche configurazioni di cicli transcritici utilizzano un solo scambiatore di calore, grazie all'assenza di processi di cambio di fase. In cicli subcritici, invece, sono presenti tre scambiatori di calore: un economizzatore, un evaporatore ed un surriscaldatore. Inoltre, se si considerano cicli Rankine come cicli a recupero per ciclo combinato, la configurazione del riscaldamento è multilivello, ancora più complessa..

## Applicazioni nei cicli di potenza

### Cicli Rankine ultrasupercritici

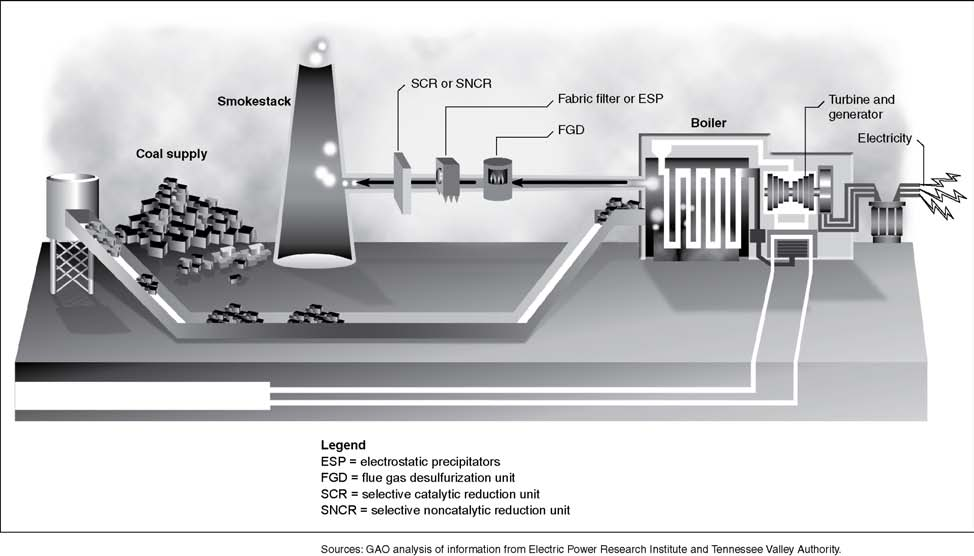
Schema di impianto semplificato di un ciclo ultrasupercritico a carbone

Negli ultimi anni, l'efficienza di ciclo dei cicli Rankine è aumentata incredibilmente, specialmente nei casi in cui si usino combustibili fossili (come il carbone): in questo caso, l'adozione di ultrasupercritical Rankine cycle è stato il fattore principale per ottenere questo aumento di efficienza. Studi sulle configurazioni di cicli transcritici di questo tipo dimostrano che è possibile raggiungere efficienze fino al 50%, circa 6% più alte dei corrispettivi cicli subcritici.
In applicazioni di larga scala per cicli transcritici, gli schemi di impianto tipici comportano 10 preriscaldatori di acqua di alimento, cinque nel ramo di bassa pressione e cinque nel ramo di alta pressione, ed un Degasatore termico, per aiutare ad arrivare a temperature di ammissione dell'acqua di alimento in caldaia nell'ordine dei 300 °C.

### Cicli Rankine a fluido organico

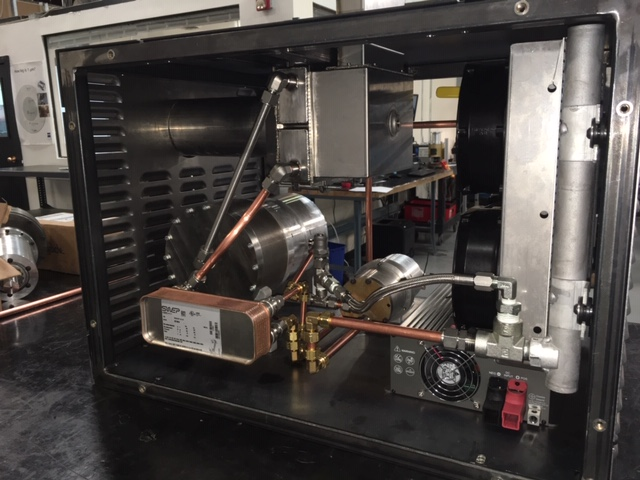
Vista di un micro ORC per microgenerazione

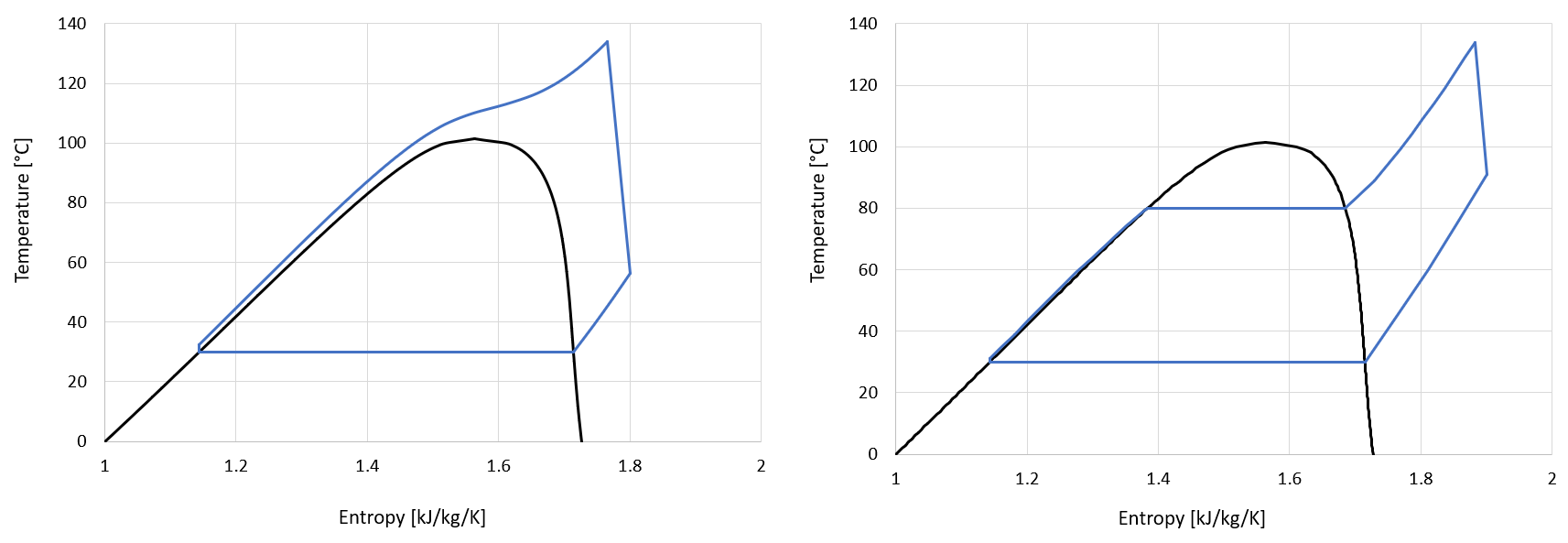
Diagramma Ts di un ciclo transcritico e subcritico che usa R134a come fluido di lavoro

Gli Organic Rankine Cycle rappresentano cicli di potenza innovativi che permettono buone efficienze con sorgenti calde a basso livello di entalpia e assicurano condensazione sopra la pressione atmosferica, evitando degasatori e grandi sezioni di passaggio nei condensatori.
Inoltre, rispetto ai cicli a vapore, gli ORC permettono maggior flessibilità e scalabilità, permettendo compattezze significative, utili per la microgenerazione.
Gli ORC usano fluidi organici (come Idrocarburi, Fluorocarburi, Clorofluorocarburi od altri) come fluidi di lavoro. La maggior parte di questi hanno temperature critiche nell'ordine dei 100-200 °C, quindi adatti per cicli transcritici con basse temperature. Grazie ai cicli transcritici, il rapporto di compressione può più che raddoppiare, permettendo di aumentare significativamente la differenza di temperatura in turbina, quindi aumentando il lavoro specifico.

## Applicazioni nelle pompe di calore

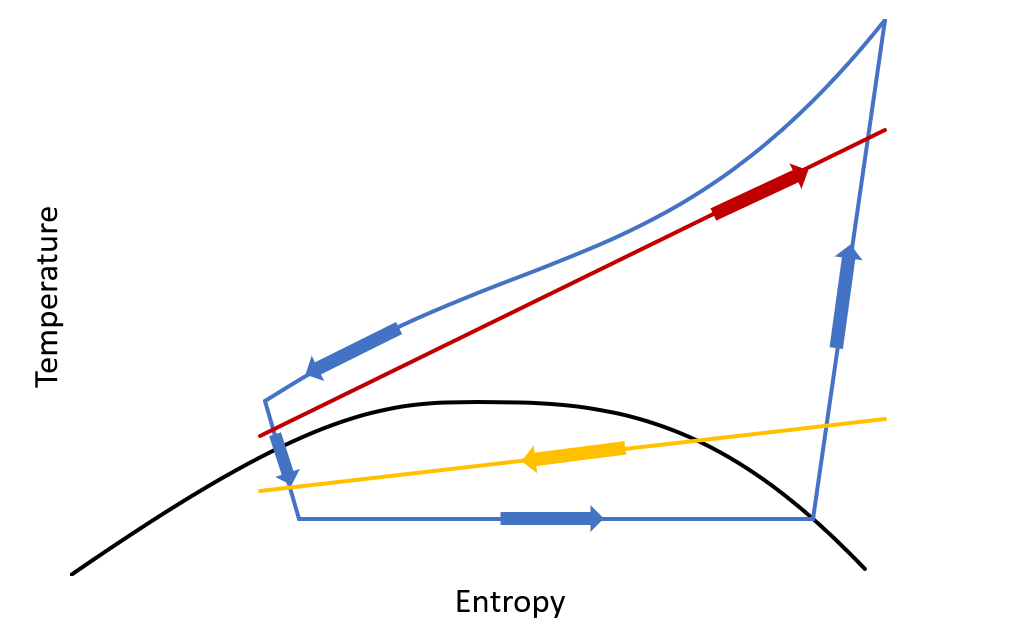
Diagramma Ts di una pompa di calore che lavora con ciclo transcritico

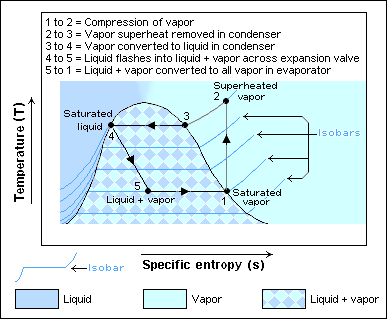
Diagramma Ts di un ciclo frigorifero utilizzando un ciclo subcritico

Un ciclo frigorifero, anche noto come pompa di calore, è un ciclo termodinamico che permette di rimuovere del calore da una fonte fredda e trasferirlo ad una fonte calda, per mezzo consumo di potenza meccanica. I cicli frigoriferi tradizionali sono subcritici, dove la condensazione (la rimozione di calore) avviene a una pressione inferiore a quella critica.
Alcuni cicli frigoriferi innovativi sono transcritici, in particolare utilizzando anidride carbonica come fluido di lavoro, che possono ritrovarsi a scambiare calore fra le due fonti a temperature superiori e inferiori a quella critica. Per questo motivo l'anidride carbonica è ritenuta un fluido adatto, essendo la sua temperatura critica circa 31 °C, una temperatura ragionevolmente a metà fra le temperature richieste per la refrigerazione (10 °C / 20 °C) e la rimozione del calore.
Come per i cicli di potenza, nei cicli frigoriferi transcritici il calore è dissipato da un unico scambiatore di calore, invece che in un condensatore ed un desurriscaldatore, semplificando significativamente gli schemi di impianto.
I vantaggi nell'utilizzo dell'anidride carbonica rispetto ai refrigeranti tradizionali (come gli Idrofluorocarburi) nei cicli frigoriferi sono sia da un punto di vista economico che ambientale. Dal punto di vista economico, l'anidride carbonica è di due ordini di grandezza meno costosa dei classici fluidi refrigeranti, dal punto di vista ambientale invece l'anidride carbonica non presenta problemi di tossicità né infiammabilità, ha un GWP di 1 ed un ODP di 0.